# ASIT
ASIT  est une méthode de résolution de problème.
ASIT est l'acronyme de l’anglais : Advanced Systematic Inventive Thinking (réflexion inventive systématique avancée). Elle est issue de la théorie TRIZ. ASIT a été inventée par Roni Horowitz d'après les travaux de simplification de TRIZ par Genadi Filkivski.

## Idée directrice
ASIT repose sur la thèse selon laquelle les solutions simples sont les plus efficaces, et propose une méthode d'approche systématique de solutions créatives dans ce sens.

## Méthodologie
Lors d'une session de résolution créative ASIT, les participants sont amenés à réfléchir autour de phrases composées avec les éléments du problème.
La méthode ASIT de résolution créative se décompose en étapes:
- Phase de préparation
  1. On liste les objets impliqués et environnementaux au problème. Ces objets (et des variations) seront utilisés pour tenter de résoudre le problème.
  2. On formalise le problème et focalise la réflexion sur sa résolution par la définition de l'action voulue.

- Utilisation des cinq outils ASIT de résolution créative
  - Unification : propose d'utiliser les objets présents pour résoudre le problème.
  - Multiplication : utilise des objets du même type que les objets présents pour résoudre le problème.
  - Division : segmente les processus et objets présents pour résoudre le problème.
  - Rupture de symétrie : casse les constances (dans le temps, l'espace et les groupes).
  - Suppression : enlève les objets pour résoudre le problème.

Les cinq outils ASIT de résolution proposent des structures de phrases permettant de considérer le problème, et de possibles solutions, selon des angles différents.

## De TRIZ à ASIT
La méthode ASIT est différente de TRIZ qui est une théorie. Roni Horowitz explique dans plusieurs documents, dont " De TRIZ à ASIT ", comment ce passage a été fait, notamment comment il a créé les 5 outils d'ASIT en synthétisant les 40 principes d'innovation de TRIZ.

## Variations
Il existe une version conception de ASIT (voir conception de produit) qui ne part pas d'un problème et qui n'est donc pas une méthode de résolution.
En 2012 SolidCreativity annonce les variantes FASiT (plus simple et rapide mais annoncé comme moins efficace) et ecoASIT (orientée innovation responsable).